# آنتی روسکانن
آنتی روسکانن (فنلاندی: Antti Ruuskanen؛ زادهٔ ۲۱ فوریهٔ ۱۹۸۴) پرتاب‌گر نیزه اهل فنلاند است.